# Atargatis

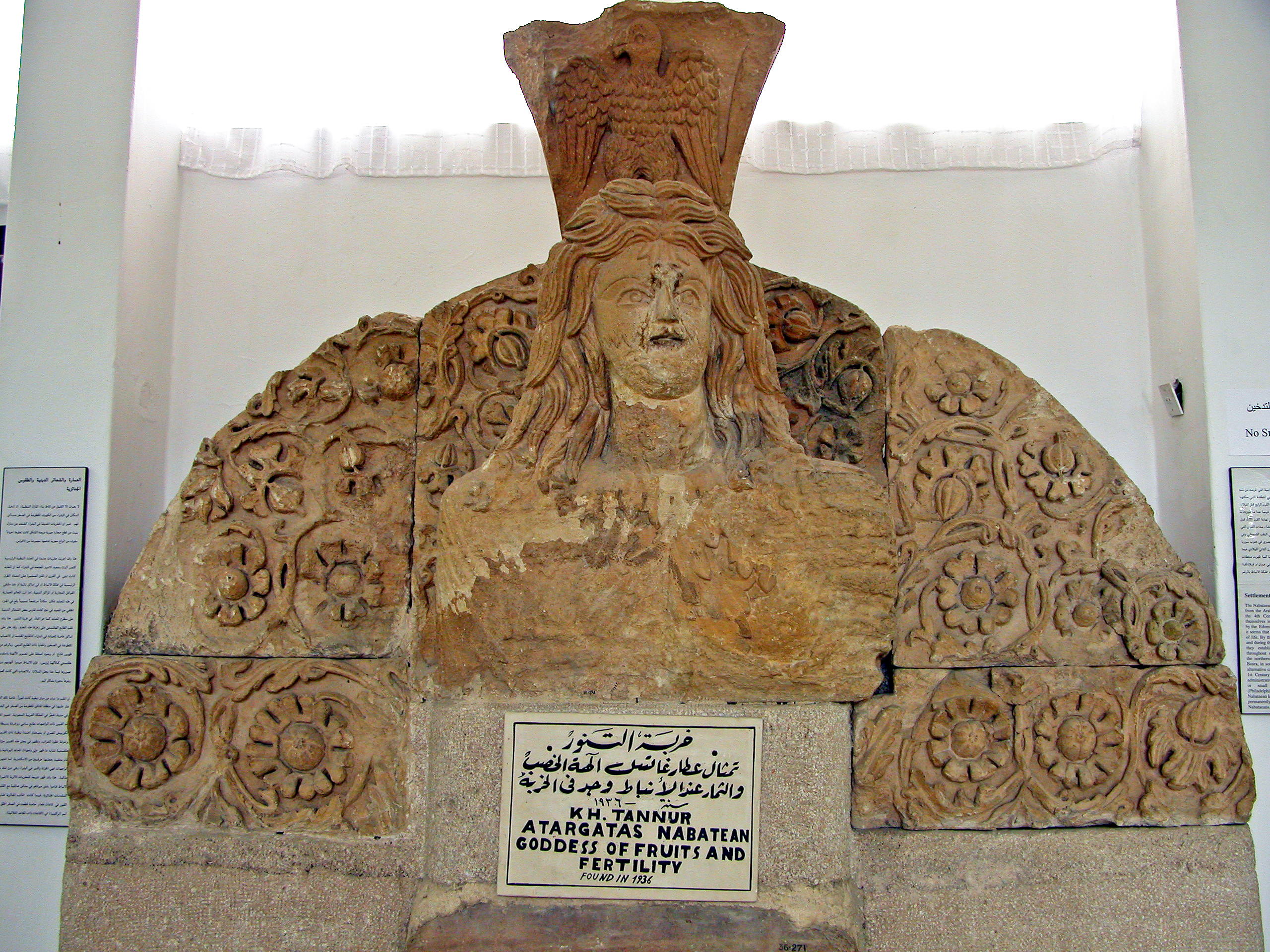
Antica raffigurazione di Atagartis in una scultura nabatea (ca. 100 d.C.) oggi al Museo archeologico della Giordania.

Atargatide (lat. Atargatis) o Atergate (in aramaico ‘Atar‘atah) era una divinità siriaca, comunemente conosciuta ai greci con la forma diminutiva del nome, Derceto o Derketo (Strabone, Geografia, 16.975; Plinio, Naturalis Historia, 5.81), e in latino come Dea Syria ("Dea della Siria", resa in una sola parola come Deasura).
Era una divinità inventrice di utili strumenti oltre che dea della generazione e della fertilità, tanto da essere spesso assimilata ad Afrodite. Era raffigurata spesso con sembianze di donna e pesce, simile a una sirena, e così è citata ad esempio da Diodoro Siculo, anche se questo non era il suo unico aspetto. Con Caistro, figlio di Achille, ebbe un figlio di nome Efeso e una figlia chiamata Semiramide.
Fu definita dallo studioso Michael Rostovtzeff “la grande signora delle terre della Siria del nord”.

## Il nome
Ad Ugarit, tavolette cuneiformi attestano la feconda «grande Athirat del mare» (rabbatu atiratu yammi) e tre divinità Canaanite — Anat, Asherah e Ashtart — condividono molti tratti e possono essere state adorate insieme o separatamente durante i 1500 anni di storia della regione.
Il nome sembra essere nel Talmud (“Ab. Zarah” 11b, rigo 28) come tr‘th. Il nome completo ‘tr‘th appare su un'iscrizione bilingue trovata a Palmira e su una moneta.
Questo nome ‘Atar‘atah è una composizione di due nomi divini: il primo costituente (Atar) è una forma dell'Ugaritico Athart, himyaritico ‘Athatar, l'equivalente di ‘Ashtoreth dell'Antico Testamento, del fenicio ‘Ashtart, resa in greco come Astarte. La desinenza femminile -t è stata omessa. Comparare con la forma accadica Ishtar. La seconda metà (atis) potrebbe essere un nome divino palmireno, Athe (per esempio tempus opportunum), che ricorre come parte di molti composti.
In alternativa, il secondo costituente (gatis) potrebbe essere in relazione con il greco gados ‘pesce’ (per esempio, il nome greco per mostro marino o balena è il termine cognato ketos). Quindi, Atar-gatis potrebbe semplicemente significare ‘la dea-pesce Atar’.

## Centri di culto ed immagini

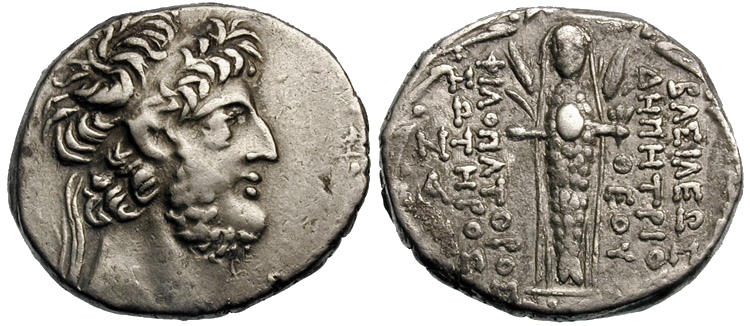
Sul verso di una moneta di Demetrius III Eucaerus, la raffigurazione di Atargatide, velata, dal corpo di pesce, fiancheggiata da steli d'orzo, che porta in mano un fiore.

Come conseguenza della prima metà del nome, Atargatide è stata frequentemente, benché in maniera errata, identificata con ‘Ashtart. Le due divinità hanno avuto probabilmente origine comune, ed avevano in comune anche molte caratteristiche, ma i loro culti sono distinti storicamente. Troviamo riferimenti nel Primo libro dei Maccabei 5.43 ad un Atargateion o Atergateion, un tempio di Atargatide, a Carnion in Gilead, ma il nome della divinità era senza dubbio non israelita o cananea, ma siriana: a Hierapolis Bambyce le era intitolato un grande tempio. A Palmyra apparve sulle monete con il simbolo di un leone, oppure la sua presenza è segnalata dal simbolo di un leone e una luna crescente: un'iscrizione la menziona. Nel tempio di Atargatide a Palmyra e a Doura Europos appare ripetutamente con il suo consorte, Hadad, e nella ricca cultura religiosa sincretica a Doura-Europos, era adorata come Artemis Azzanathkona. Negli anni trenta del XX secolo numerose busti in bassorielievo nabateo di Atargatide erano identificati da Nelson Glueck a Khirbet et-Tannûr, in Giordania, nelle rovine di un tempio dell'inizio del primo secolo; qui gli occhi e le labbra velate di luce della divinità erano una volta dipinte di rosso, e una coppia di pesci si confrontava con un'altra sopra la sua testa. I capelli della dea, che ricordano l'acqua secondo Glueck, erano divisi nel mezzo. A Petra la divinità settentrionale era sincretizzata con una divinità nord arabica dal sud di al-'Uzzā, adorata in un tempio. A Doura Europus, tra gli attributi di Atargatide figurano il fuso e lo scettro o l'amo.
Nei suoi templi di Ascalon, Hierapolis Bambyce ed Edessa c'erano vasche per i pesci, che potevano essere toccati solo dai sacerdoti. Glueck nel 1936 notò che «ad oggi c'è un pullulare di vasche per i pesci sacri, i cui pesci sono intoccabili, a Qubbet el-Baeddwī, un monastero dervish tre chilometri ad est di Tripoli». A Tiro, Atargatide-Astartè è la protettrice della città le sue immagini nel tempio a lei dedicato, sono di abbagliante colore bianco e oro, affiancata da due leoni è venerata come «Colei che rifulge splendente» e nel III secolo d.C. tra le epiclesi divine è invocata come Agatè Tyche. Il simulacro ad Ascalon aveva la parte superiore di donna e quella inferiore di pesce.
Dalla Siria, la sua adorazione si estese in Grecia e all'ovest più lontano. Luciano di Samosata e Apuleio danno descrizioni dei preti mendicanti che viaggiarono per le grandi città con un'immagine della divinità su un asse e raccoglievano le elemosine. La ampia estensione del culto è largamente attribuibile ai mercanti siriani; di questi si trovano tracce nelle grandi città mercantili e portuali, specialmente a Delo numerose iscrizioni sono state trovate, che riconducono la prosperità all'influenza della dea. Nuovamente si trova il culto di Atargatide anche in Sicilia, introdotto, senza dubbio, dagli schiavi e dalle truppe mercenarie, che li trasportavano anche dai confini settentrionali più lontani dell'Impero Romano. Il leader degli schiavi ribelli nella Prima guerra servile, un siriano di nome Euno, dichiarò di aver ricevuto visioni di Atargatide, la quale aveva identificato egli stesso come Demetrio di Enna. In molti casi Atargatide, ‘Ashtart, e altre divinità che una volta erano stati culti e mitologie indipendenti, divennero sincretismi, fuse l'una con l'altra e così estese da apparire indistinguibili.
Questa fusione è esemplificata dal tempio di Carnion, che è probabilmente identico al famoso tempio di ‘Ashtart a Ashtaron-Karnaim. Atargatide appare generalmente come la moglie di Hadad; queste sono le divinità protettrici della comunità locale. Atargatide, che veste una corona merlata, è l'antenata della casata reale, il fondatore di una vita sociale e religiosa, la divinità della generazione e della fertilità (dimostrata dalla prevalenza di emblemi fallici), e l'inventrice di utili strumenti). Non meno naturalmente, essa è identificata con la greca Afrodite. Dalla congiunzione di queste molte funzioni, invece di originare una divinità del mare analoga ad Amphitrite, divenne in ultima analisi una grande dea della natura, analoga a Cybele e Rhea: in sintensi, Atargatide riassume tutti gli aspetti della protezione che l'acqua esercita nei confronti della vita; in un altro, l'universo dei mondi paralleli; in un terzo (influenzato, senza dubbio, dall'astrologia caldea), il potere del destino.
Come Ataratha può essere riconosciuta dall'automutilazione dei suoi fedeli, registrato in un passaggio cristiano sensazionalista del Libro delle Leggi delle Genti, uno dei più antichi la lavori della prosa siriaca, un prodotto della prima parte del III secolo, della scuola di Bardesane (Bar Daisan):
«In Siria a in Urhâi [Edessa] era abitudine dell'uomo castrarsi in onore di Tharatha. Ma quando Re Abgar divenne un credente, comandò che chiunque facesse ciò avrebbe avuta tagliata una mano. E da allora fino ad oggi, nessuno si è più evirato in Urhâi. »—Capitolo 45.

## Mitologia di Atargatide

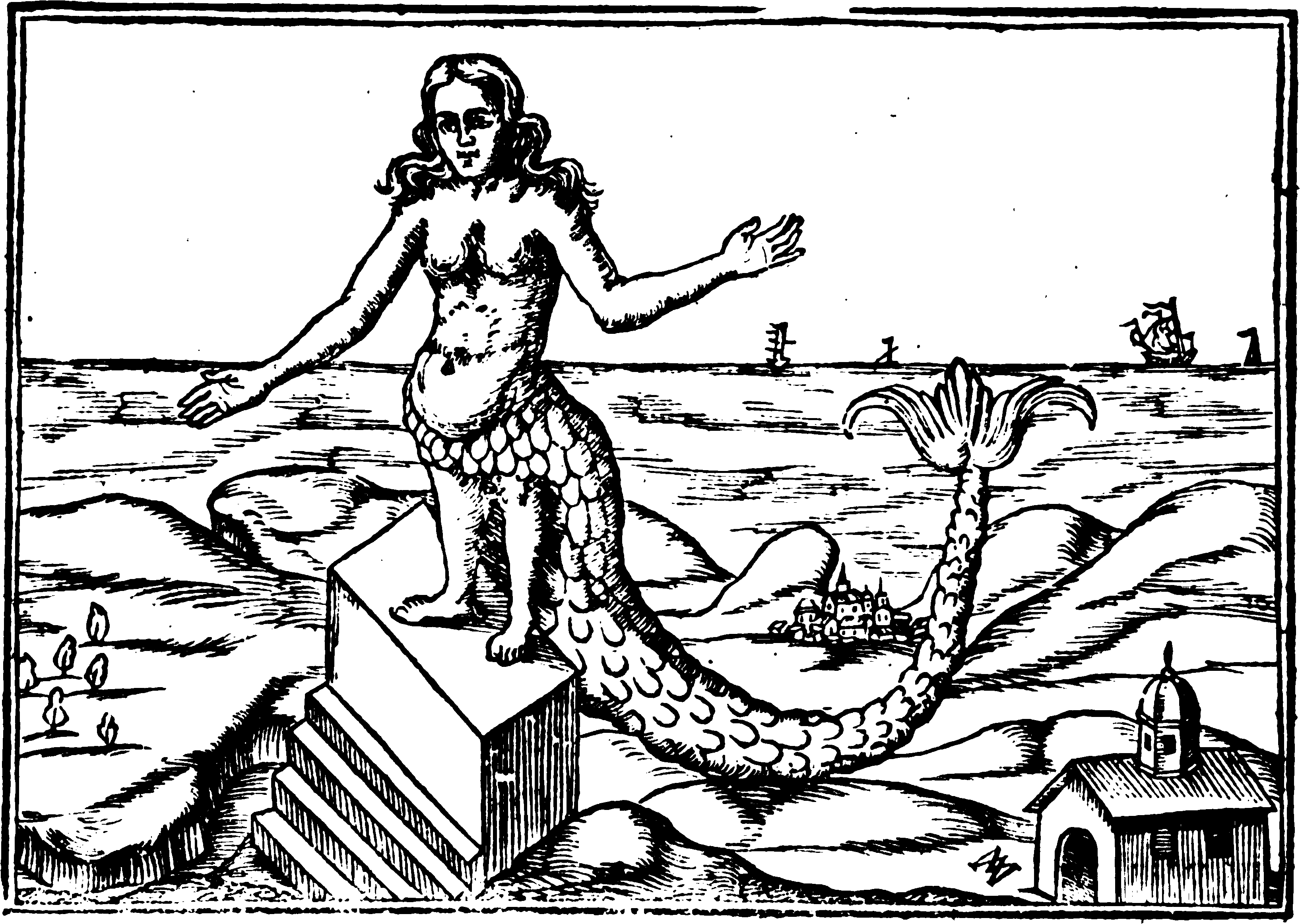
Atargatis come immaginata in epoca post-classica: illustrazione dall'Oedipus Aegyptiacus di Athanasius Kircher (1652)

Le leggende legate alla dea sono numerose e di carattere astrologico. Un collegamento razionale con la veneranda colomba siriana e con l'astinenza dal pesce si nota nella storia di Ateneo 8.37, in cui Atargatis è interpretato come "senza Gatis", il nome della regina che è detto abbia proibito mangiare pesce. Così Diodoro Siculo, (2.4.2), citando Ctesias, racconta come Derceto si innamorò di un giovane, del quale rimase incinta, e come per la vergogna Derceto si lasciò affogare in un lago vicino Ascalon, come il corpo di lei fu tramutato in pesce e coloro che adoravano la Dea si astenevano di mangiarne. La bambina di Derceto, Semiramide, crebbe e divenne la regina degli Assiri. In un'altra storia, raccontata da Gaio Giulio Igino, un uovo cadde dal cielo nell'Eufrate, e fu fatto rotolare e portato sulla terra da un pesce, dove fu covato da colombe, e dal quale nacque Venere.
L'autore di Catasterismi ha spiegato la costellazione del Pesce Australe come imparentata con i due pesci che formano la costellazione dei Pesci; secondo questo resoconto, essa fu posizionata in cielo in memoria della caduta di Derceto vicino l'Eufrate in Siria, da cui fu salvata da un grande pesce — che spiega nuovamente l'astinenza siriana dal pesce.
Ovidio nelle Metamorfosi (5.331) relaziona come Venere prese la forma di pesce per nascondersi da Tifone. Nella sua opera Fasti (2.459 - .474) Ovidio relaziona invece di come Dione, nome con il quale Ovidio si riferisce a Venere/Afrodite, volando da Tifone con il suo bambino Cupido/Eros, giunse al fiume Eufrate in Siria. Ascoltando il vento improvvisamente soffiare, e impaurita dal fatto che potesse essere Tifone, la dea si fece aiutare dalle ninfe del fiume e vi si immerse con suo figlio. Due pesci li riportarono in superficie e furono ricompensati con la trasformazione nelle due costellazioni dei Pesci — per questo motivo, i siriani non possono mangiare pesce.
Una recente analisi del culto di Atargatide è il saggio di Per Bilde, in cui Atargatide appare nel contesto di altri grandi divinità ellenizzate dell'Est.

### Fonti
- Ovidio, Metamorfosi V, 386-387.
- Luciano di Samosata (attr.), Περὶ τῆς Συρίης Θεοῦ (De dea Syria)

### Moderna
- Questo articolo contiene brani tratti dall'Encyclopædia Britannica, 11ª ed., una pubblicazione ora di pubblico dominio.
- Luisa Biondetti, Dizionario di mitologia classica, Milano, Baldini & Castoldi, 1997, ISBN 978-88-8089-300-4.
- Moshe Weinfeld, «Semiramis: her name and her origin», in Ah, Assyria...:Studies in Assyrian history and ancient Near Eastern historiography presented to Hayim Tadmor, a cura di Mordechai Cogan e Israel Eph'al, (serie Scripta Hierosolymitana 33), Gerusalemme, 1991, p. 99–103.